# René-Jacques-Adolphe Prioux
René-Jacques-Adolphe Prioux, francoski general, * 1879, † 1953.